# Southampton (Schiff, 1757)
Die Southampton war eine 32-Kanonen-Fregatte 5. Ranges und Typschiff der gleichnamigen Klasse der britischen  Marine, die von 1757 bis 1812 in Dienst stand.

## Geschichte
Die spätere Southampton wurde am 12. März 1756 bestellt bei der Privatwerft von Robert Inwood in Rotherhithe bestellt. Die Kiellegung erfolgte im April 1756 und der Stapellauf am 5. Mai 1757. Die reinen Baukosten betrugen 6.427 Pfund 10 Schilling und 10 Pence (siehe Pfund Sterling).
Im November 1812 durch Schiffbruch bei den Bahamas (Conception Island) verloren. Die Southampton war das zweite Schiff der Royal Navy, das den Namen der Stadt Southampton trug.